# Cantonul Algrange
Cantonul Algrange este un canton din arondismentul Thionville, departamentul Moselle, regiunea Lorena, Franța.

## Comune
| Comune   | Populație (1999) | Cod poștal | Cod INSEE |
| -------- | ---------------- | ---------- | --------- |
| Algrange | 6.464            | 57440      | 57012     |
| Knutange | 3.247            | 57240      | 57368     |
| Neufchef | 2.533            | 57700      | 57498     |
| Nilvange | 4.913            | 57240      | 57508     |